# Кандэз, Эрнест
Эрнест Кандэз (фр. Ernest Charles Auguste Candèze; 22 февраля 1827—30 июня 1898) — бельгийский энтомолог.

## Биография и труды
Учился медицине и естественным наукам в Льеже, затем заведовал больницей для душевнобольных. Уже с ранних лет Кандэз усердно занимался изучением биологии и систематики насекомых и преимущественно жесткокрылых; он считался одним из лучших знатоков семейства щелкунов (Elateridae), которых собрал богатейшую коллекцию.
Научные труды Кандэза касаются преимущественно систематики этого семейства; самые крупные из них следующие: «Catalogue des larves des Coléoptères connues jusqu'à ce jour etc.» (вместе с Ф. Шапюи, 1853); «Monographie des Elatérides» (1856—1863); «Elaterides nouveaux» (6 вып., 1865—1896); «Des Insectes nuisibles ou utiles» (1862) и многие другие работы.
Кандэз также приобрёл известность своими романами из жизни животных, переведёнными, среди прочих, и на русский язык:
- «Милочка: Удивительные приключения пяти воробьёв» / Пер. Л. В. Р. Спб.: изд-во Девриена, 1902.